# José Antonio Torres
José Antonio Torres (San Pedro Piedra Gorda (ma Ciudad Manuel Doblado), ? – Guadalajara, 1812. május 23.) mexikói függetlenségi harcos volt. Beceneve El Amo (A Gazda) volt.

## Élete
Ismeretlen időben született 1755 és 1760 között San Pedro Piedra Gordában (a város ma Ciudad Manuel Doblado néven Guanajuato államban található). Szülei Miguel Torres és María Encarnación Mendoza voltak, mindketten mesztic származásúak.
Hamar árván maradt, fiatalon mezőgazdasági munkákkal foglalkozott. Feleségül vette Manuela Vanegast, akitől három fia és két lánya született. Később arrieróként (városok közötti áruszállítóként) is dolgozott, majd a Guadalajara melletti Atotonilquillo haciendát igazgatta.
Gazdag földbirtokos volt már, amikor 1810-ben néhány emberével együtt csatlakozott a kitört függetlenségi háborúhoz. Október 4-én Guanajuatóba vezető útján jelentkezett Miguel Hidalgo y Costilla seregébe, aki megbízva benne ezredessé nevezte ki, és azt a feladatot adta neki, hogy segítsen megszervezni a felkelést Új-Galiciában.
Szülőföldjére visszatérve 400-ra tudta növelni serege létszámát, igaz, felszerelésük elég hiányos volt: néhány puskájuk volt csak, emberei többségében sarlókkal, kapákkal, lándzsákkal és parittyákkal rendelkeztek. Ennek ellenére Torres sikeres hadjáratba kezdett. Számos útjába eső falu, például Sahuayo, Tizapán és Atoyac népét maga mellé állította, majd november 1-jén Zacoalco városát ellenállás nélkül bevette. Ezután Guadalajara városa felé indult.
Guadalajarában nagy aggodalmat keltett a felkelők gyors terjeszkedése, azonban a helyi katonai vezetők és a kormányzati junta közti ellentétek miatt nem tudtak jól szervezett védelmet kialakítani. Igaz, Roque Abarca mozgosítótta a város gyalogságát, az új-galiciai dragonyosokat és a colotláni seregeket, valamint a környező vidékekről felfegyverzett 12 000 falusi lakost is, azonban ezek nagy része átállt a felkelők oldalára. Eközben Juan Cruz Ruiz Cabañas püspök is szervezkedni kezdett: papokból és szerzetesekből állított össze egy La Cruzada (A Keresztes vagy Kereszttel jelölt) nevű alakulatot, melynek tagjai arról kapták nevüket, hogy mellükön egy piros kereszt jelképét viselték. Lovakat és szablyát kaptak, ezzel végezték hadgyakorlataikat a püspöki palota előtti téren. Sőt, még az egyetem tanulói, kiegészülve kereskedők gyermekeivel és más értelmiségi fiatalokkal, úgyszintén felállítottak két alakulatot.
Torres serege azonban ekkorra már 20 000 fősre nőtt. A városban félelem uralkodott el a hatalmas erő láttán, Abarca San Pedróba menekült, a püspök és számos spanyol Tepicbe és San Blasba. November 11-én a szinte kiürített várost a felkelők könnyen el tudták foglalni. Torre csapatainak megtiltotta, hogy bárkit is kivégezzenek vagy fosztogatni kezdjenek, csak a szükséges élelmiszert és más ellátmányokat foglalták le. Hidalgo ezután 26-án dicsőségesen bevonult az elfoglalt városba, ahol egy kormányzat megalakításába kezdett bele és rendelkezéseket adott ki a rabszolgaság eltörléséről, az adók csökkentéséről és az indiánoktól elvett földek visszaszolgáltatásáról.
Torres egyúttal megbízta José María Mercadót, hogy vegye üldözőbe az északnyugatra, Nayarit irányába menekülő spanyolokat. Mercado így november 20-án megérkezett Tepicbe, december 1-jén pedig San Blas kikötője is a kezébe került.
Miután a felkelő seregek, köztük Torres is, január 17-én a calderón-hídi csatában vereséget szenvedtek és Guadalajara ismét spanyol kézbe került, észak felé kezdték meg a visszavonulást. Áthaladtak Saltillón, Acatita de Baján mellett azonban a spanyol csapatok rajtuk ütöttek és a sereg jó részét vezéreikkel együtt elfogták. Torres azonban még Saltillóban elszakadt tőlük és Ignacio López Rayón irányítása alatt visszatért Jaliscóba és Michoacánba, ahol folytatta a harcot.
1811. április 14-én a Cerro del Grillónál vereséget mért Juan Zambrano seregeire, ezzel megnyílt a lehetőség, hogy a felkelők elfoglalják Zacatecast. Meggyengült csapata azonban novemberében Tlazazalcánál, 1812. április 4-én pedig Tupátaro közelében is vereséget szenvedett, utóbbi helyen Antonio López Merino seregeitől, akik foglyul is ejtették. A foglyot először Zamorába szállították Pedro Celestino Negrete színe elé, majd Negrete utasítására Guadalajarába. Ide megkötözve, egy szekéren érkezett meg május 11-én.
A Junta de Seguridad y Buen Orden („Biztonsági és Rendészeti Junta”) eljárást indított ellene, melynek végén a haza és a király elárulásának vádjával halálra ítélték. Május 23-án végezték ki: felakasztották majd testét feldarabolták. Feje ott maradt a kivégzés helyszínén, a Venegas téren, jobb karját Zacoalcóba, első győzelmének helyszínére, bal karját a mexicalzingói, jobb lábát a San Pedro-, bal lábát pedig a Carmen-őrtoronyba küldték, mindegyikre a „José Antonio Torres traidor al Rey y a la Patria, cabecilla rebelde e invasor de esta capital” („José Antonio Torres, a Király és a Haza elárulója, lázadó bandavezér és ezen főváros megszállója”) feliratot helyezték el. A maradványokat 40 nap elteltével begyűjtötték és elégették, hamvait a szélben szórták szét. Szülőházát lebontották és helyét sóval szórták be.